# Тип 91 (граната)
Граната Тип 91 (яп. 九一式手榴弾) — японская универсальная (ручная и ружейная) осколочная граната, предназначенная для поражения живой силы противника.

## Тактико-технические характеристики
- Масса: 530 г
- Масса взрывчатого вещества: 65 г
- Высота корпуса с крышкой: 102 мм
- Диаметр корпуса: 50 мм
- Задержка: 7 — 8 с

## История
Граната разработана и принята на вооружение Армии в 1931 году, как универсальная противопехотная осколочная граната, пригодная как для ручного метания, так и для запуска из гранатомёта или выстреливания в качестве ружейной гранаты.

От универсальной гранаты Тип 10 модель 1931 года отличалась увеличенной на 15 г массой взрывчатого вещества при сохранении совместимости боеприпаса с гранатомётами Тип 10 и Тип 89.
Применялась сухопутными силами и подразделениями морской пехоты во всех военных операциях с 1931 года до окончания Второй мировой войны.
Граната Тип 91 явилась основой для ручной гранаты Тип 97, являвшейся стандартным оружием японской пехоты в период с 1937 по 1945 год.

## Конструкция
Граната состоит из корпуса, заряда взрывчатого вещества, запала дистанционного действия и донного цилиндра с вышибным пороховым зарядом и капсюлем-воспламенителем.

Корпус цилиндрической формы изготовлен из чугуна с вертикальными и горизонтальными насечками и снаряжён зарядом взрывчатого вещества (тринитротолуола или тринитрофенола).
В верхней части корпуса имеется крышка с отверстием для ввинчивания запала, в нижней — донный цилиндр.
Запал состоит из корпуса, внутри которого расположен ударник с бойком, контрпредохранительная пружина, капсюль-воспламенитель и пороховой замедлитель. Боёк ввинчивается в корпус ударника, который фиксируется при помощи предохранительного колпачка и предохранительной вилки.

При метании гранаты рукой необходимо было вкрутить боёк в корпус ударника, выдернуть предохранительную вилку за привязанную к ней верёвку, ударить гранату о твёрдый предмет и затем бросать. При ударе головной части гранаты о препятствие ударник преодолевает сопротивление контрпредохранительной пружины и накалывает капсюль, воспламеняющий пороховой замедлитель, который горит в течение 7-8 секунд, и затем воспламеняет капсюль детонатора, что приводит к взрыву основного заряда.
Донный цилиндр, который ввинчивается в дно корпуса, содержит вышибной пороховой заряд и закрывается пробкой с отверстием.

Для использования в качестве гранатомётного боеприпаса граната, после выдёргивания предохранительной вилки, опускалась в ствол, при этом через отверстие в пробке происходило накалывание капсюля-воспламенителя и воспламенение заряда, давлением пороховых газов выбрасывающего гранату на значительное расстояние (по принципу артиллерийской мины).

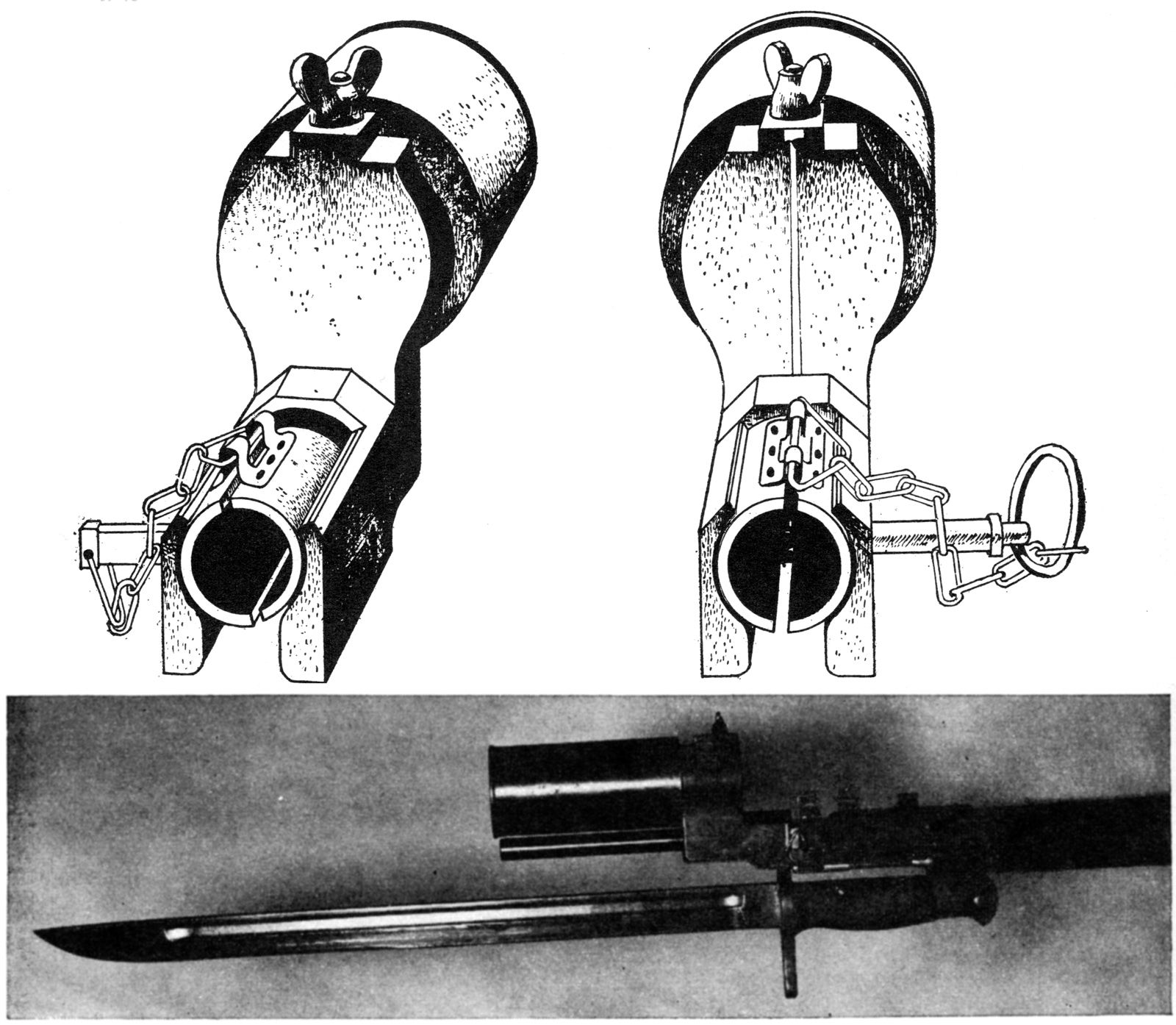

Также предусматривалась возможность использования гранаты Тип 91 в качестве ружейной гранаты, для чего применялась закрепляемая на донном цилиндре трубка-стабилизатор, надевавшаяся на ствол винтовки, выстрел из которой приводил к воспламенению вышибного заряда и запуску боеприпаса.